# Academia de Ciencias de Uzbekistán
La Academia de Ciencias de Uzbekistán (en uzbeko: Oʻzbekiston Respublikasi Fanlar akademiyasi, Ўзбекистон Республикаси Фанлар академияси) es la principal organización científica de la república de Uzbekistán. Coordina la investigación en todas las áreas de la ciencia y la tecnología. La Academia fue establecida en 1943 como la Academia de Ciencias de la República Socialista Soviética de Uzbekistán, filial de la Academia de Ciencias de la Unión Soviética. Tras la disolución de la URSS, se convertiría en la Academia de Ciencias de Uzbekistán.

## Historia
El primer presidente de la Academia de Ciencias de la RSS de Uzbekistán fue el matemático Toshmuhammad Qori-Niyoziy. Entre los primeros académicos (miembros activos) estaban el etnógrafo Mijaíl Stepánovich Andréyev, los ingenieros hidráulicos Aleksandr Askóchenski y Víktor Poslavski, los escritores Gʻafur Gʻulom y Musa Toshmuhammad (Oybek), los matemáticos Vsévolod Romanovski y Toshmuhammad Sarimsoqov, el geólogo Aleksandr Uklonski, el físico Sultán Umárov y el biólogo Richard Schröder.
En 1991 integraban la Academia de Ciencias de la RSS de Uzbekistán 7 secciones, una filial en Karakalpakia y más de 30 instituciones científicas.

## Miembros
La Academia tiene actualmente 155 miembros, 49 académicos y 106 miembros correspondientes. Con más de 50 instituciones y organizaciones de investigación, la Academia es la mayor organización científica de Uzbekistán. En 2007 trabajaban para los establecimientos de la Academia cerca de 6 000 empleados, 2 000 de ellos directamente involucrados en la investigación científica.

## Presidentes de la Academia de Ciencias de Uzbekistán
La Academia ha tenido trece presidentes desde su fundación. El presidente actual es Behzod Sodiqovich Yoʻldoshev.
- Toshmuhammad Qori-Niyoziy (1943—1947)
- Toshmuhammad Alíyevich Sarimsoqov  (1947—1952)
- Tesha Zohidovich Zohidov (1952—1956)
- Habib Muhammadovich Abdullayev (1956—1962)
- Ubay Arifovich Orifov (1962—1966)
- Obid Sidiqovich Sidiqov (1966—1984)
- Pulat Qirgizboyevich Jabibullayev (1984—1988)
- Mahmud Salohitdinovich Salohitdinov (1988—1994)
- Joʻra Adbdullayevich Abdullayev (1994—1995)
- Toʻxtamurod Joʻrayevich Joʻrayev (1995—2000)
- Behzod Sodiqovich Yoʻldoshev (2000—2005)
- Tohir Fotihovich Oripov (2005—2006)
- Shavkat Ismoilovich Solixov (2006–2017)
- Behzod Sodiqovich Yoʻldoshev (2017—actualidad)